# Ferdinand Johann von Olivier
Ferdinand Johann von Olivier, nome completo Ferdinand Johann Heinrich von Olivier (Dessau, 1º aprile 1785 – Monaco di Baviera, 11 febbraio 1841), è stato un pittore, litografo e incisore tedesco.

## Biografia

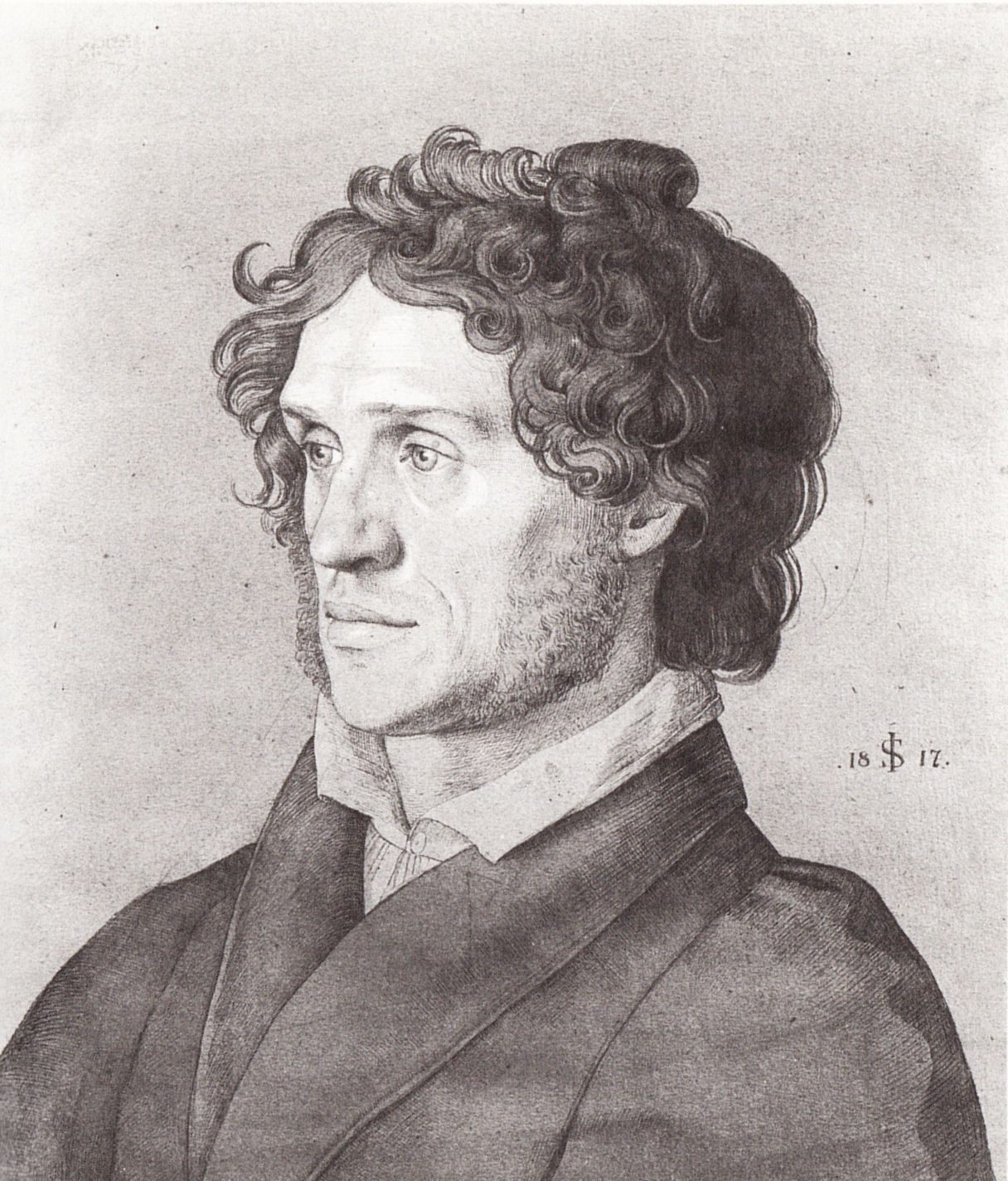
Ferdinand Johann von Olivier nel 1817

Ferdinand Johann von Olivier studiò inizialmente pedagogia, poi però fu attratto dalla pittura paesaggistica, spinto dall'ammirazione per i giardini del principe di Dessau, realizzando opere ispirate dal suo maestro Carl Wilhelm Kolbe.
Coi fratelli, Heinrich (1783–1848), pittore, e Woldemar Friedrich (1791–1859), pittore e incisore, fu una figura importante del primo romanticismo tedesco.
In seguito si perfezionò nella calcografia sotto la guida dei maestri di Dessau,
 poi andò a Berlino per approfondire le sue conoscenze sulla xilografia con gli insegnamenti dell'Unger.
A Dresda assieme al fratello Heinrich (1804–1806), strinse amicizia con i pittori Philipp Otto Runge e Caspar David Friedrich, si appassionò sia delle opere dei paesaggisti secenteschi, soprattutto di Claude Lorrain e di Salomon van Ruysdael sia dei contemporanei, come Jakob-Wilhelm Mechau, ideatore di un'innovativa pittura storico-paessagistica; ebbe nel periodo napoleonico incarichi politici che lo impegnarono all'estero, a Parigi dal 1807 al 1810, dove soggiornò per qualche anno, realizzando un grande ritratto di Napoleone in paesaggio.
Influenzato dalle teorie estetiche del filosofo e critico Friedrich Schlegel, uno dei fondatori del romanticismo, si accostò alla maniera dei Nazareni, come evidenziò nei dipinti della chiesa di Wörlitz; fu amico di Philipp Veith e di Julius Schnorr von Carolsfeld; poi soggiornò a lungo a Vienna, dove incontrò Joseph Anton Koch e aggiunse nuovi elementi al suo romanticismo per arrivare a coniugare temi medievali a una nuova sensibilità per la natura; dopo di che nel periodo salisburghese, il misticismo nordico si fuse nella sensibilità classicheggiante; poi dal 1830 a Monaco, dove assunse cariche ufficiali diventando segretario dell'Accademia e professore di storia dell'arte, e il suo paesaggismo si avvicinò sempre più ad una espressione ideale, con influenze di Nicolas Poussin e Gaspard Dughet.
Nella sua fase creativa matura, dipinse soprattutto paesaggi e qualche quadro sacro, e il suo sviluppo artistico lo portò ad una sensibilità romantica e nordica coniugata a una tendenza classicheggiante (Sacra famiglia, 1814, Essen, Museum Folkwang; Paesaggi di Berchtesgaden con pellegrini, 1817, Lipsia, Museum der Bildenden Künste; Abramo e Isacco, 1817, National Gallery, Paesaggio italiano, 1830, Amburgo, Hamburger Kunsthalle).
Fu anche un poeta, oltre che critico d'arte.

## Opere
- Sacra famiglia, 1814, Essen, Museum Folkwang;
- Paesaggi di Berchtesgaden con pellegrini, 1817, Lipsia, Museum der Bildenden Künste;
- Abramo e Isacco, 1817, National Gallery;
- Sacra Famiglia in un paesaggio, 1824, Museum Folkwang;
- Paesaggio italiano, 1830, Amburgo, Hamburger Kunsthalle;
- Paesaggio per Elia, 1830, Neue Pinakothek;
- Gesù con i suoi discepoli, 1840, Schweinfurt;
- Loisachtal, circa 1841, Neue Pinakothek.

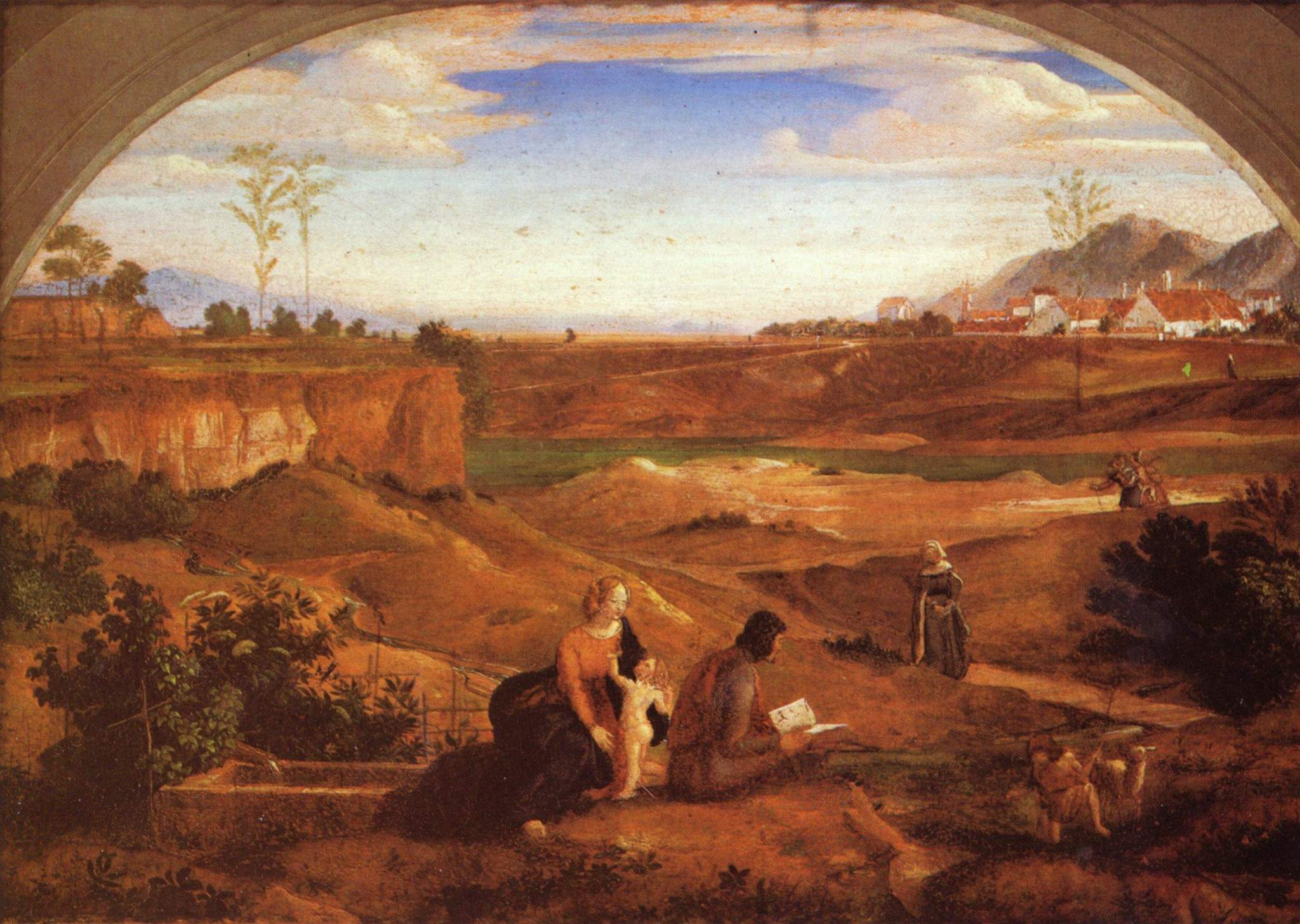
Sacra Famiglia in un paesaggio, 1824, Museum Folkwang
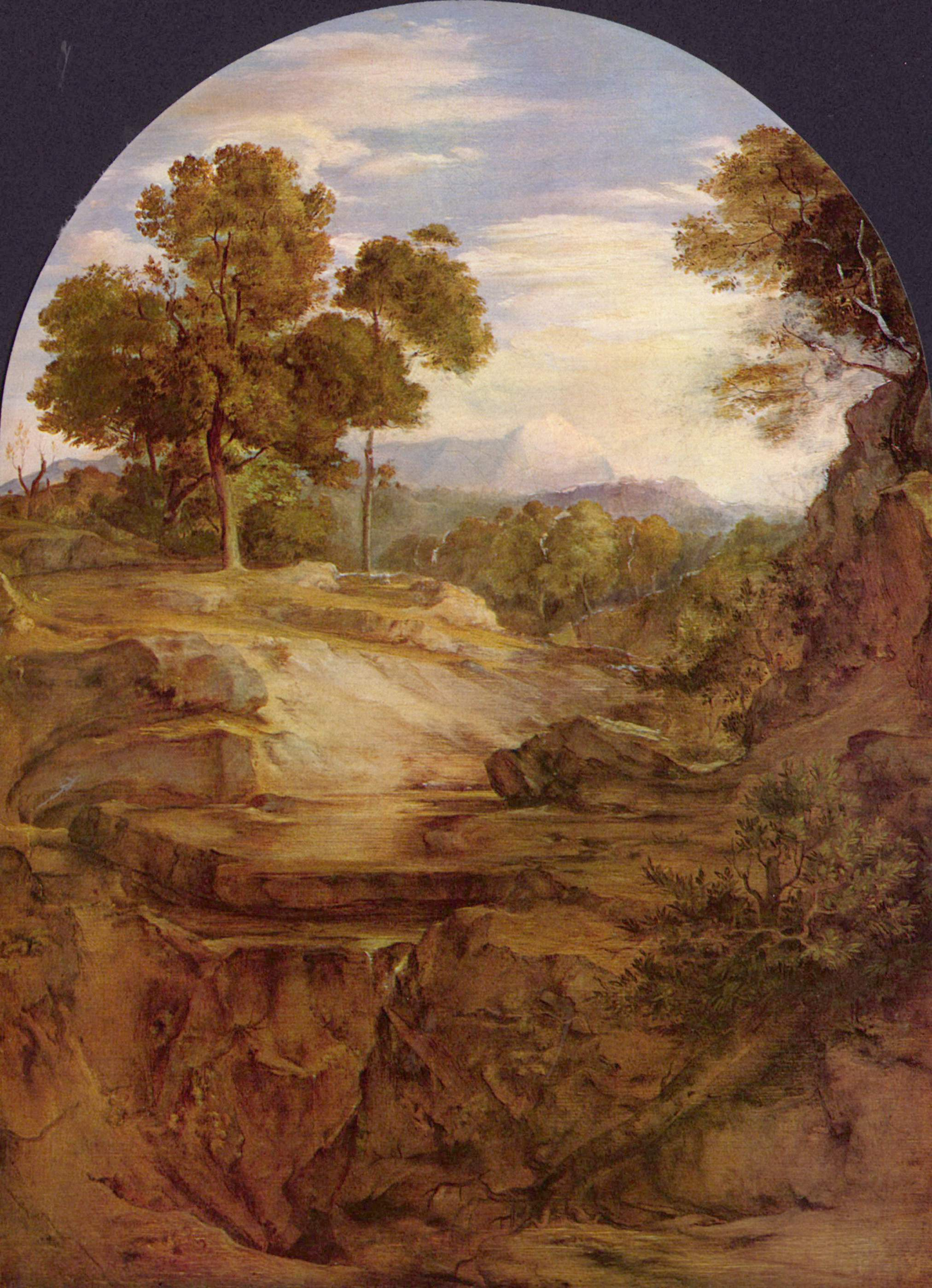
Paesaggio per Elia, 1830, Neue Pinakothek
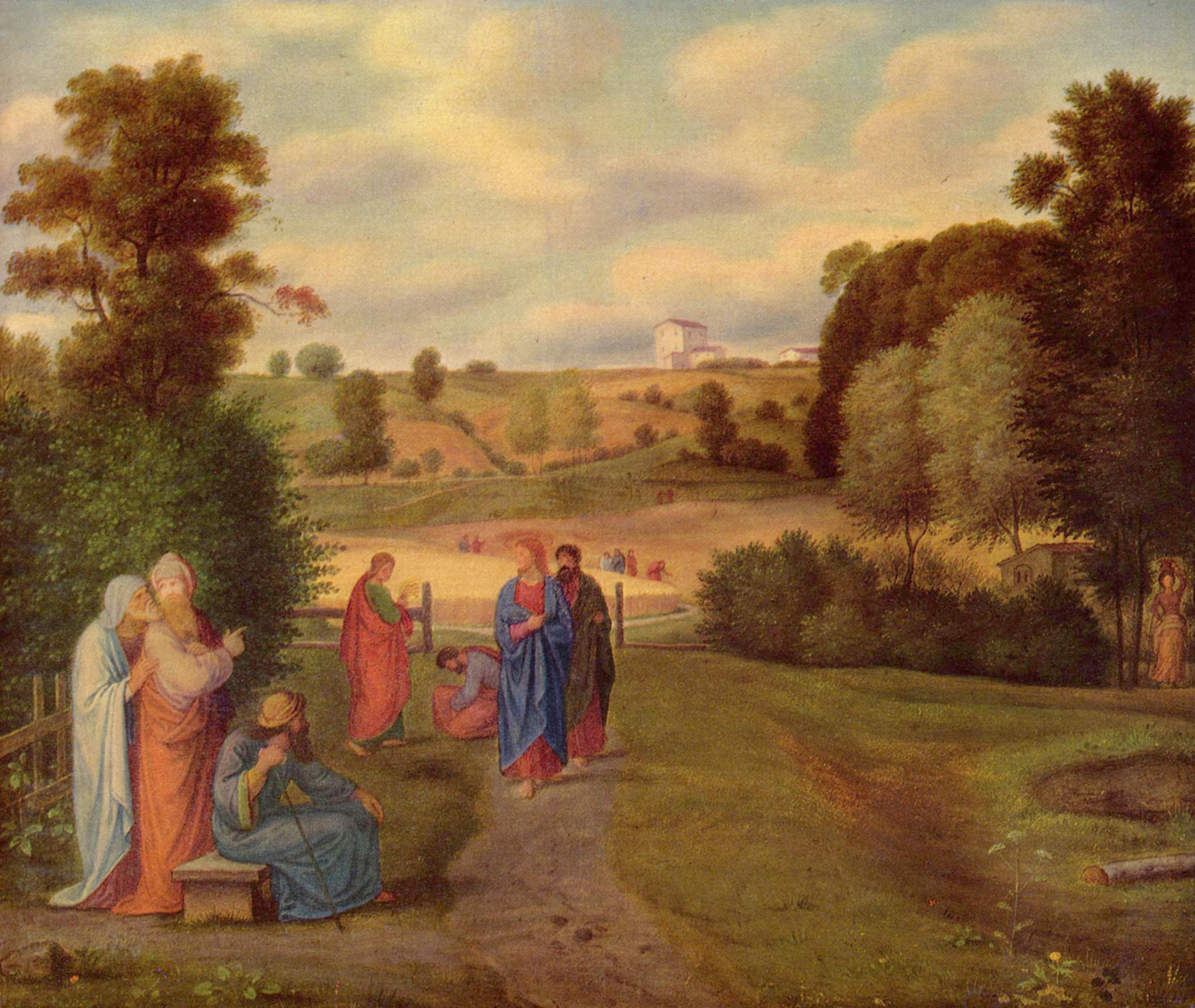
Gesù con i suoi discepoli, 1840, Schweinfurt
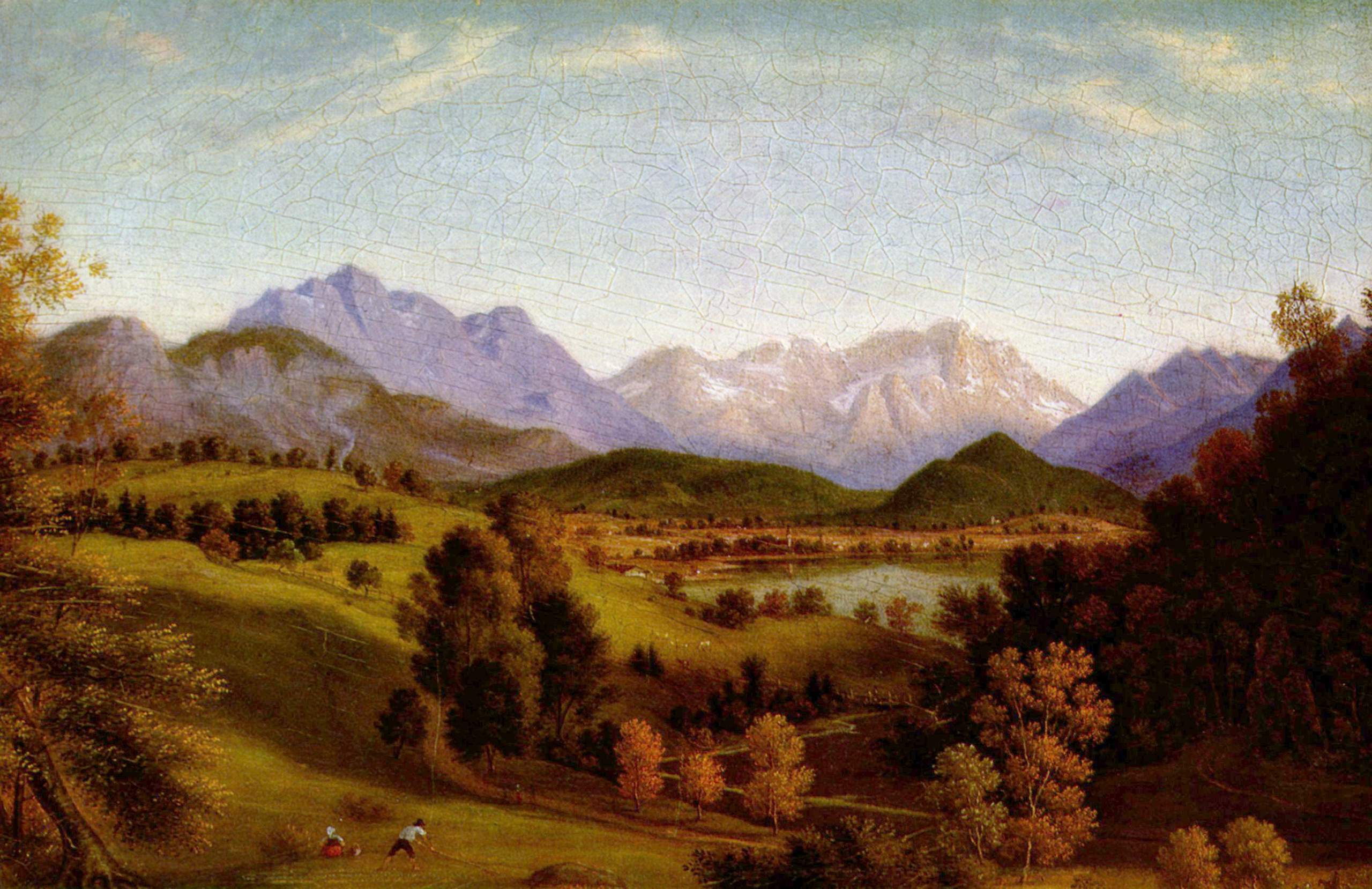
Loisachtal, circa 1841, Neue Pinakothek